# Società Sportiva Calcio Bari 2020-2021
Questa voce raccoglie le informazioni riguardanti la Società Sportiva Calcio Bari nelle competizioni ufficiali della stagione 2020-2021.

## Stagione
Dopo la finale dei Play-off persa, il Bari decide di cambiare per la stagione 2020-2021 la guida tecnica, esonerando Vincenzo Vivarini, ufficialmente per divergenze sulla strategia generale di calciomercato. Al suo posto viene nominato nuovo tecnico Gaetano Auteri. Sollevato dal suo incarico anche il direttore sportivo Matteo Scala (che passa al Napoli, l'altra società del gruppo Filmauro), al suo posto subentra Giancarlo Romairone. Il Bari disputa il suo nono campionato di Serie C, decimo comprendendo la Serie C1 1983-1984, e partecipa alla Coppa Italia, competizione dalla quale mancava da due stagioni. Supera agevolmente il primo turno eliminatorio dell'anzidetta Coppa battendo il Trastevere per 4-0, nel secondo turno affronta la SPAL uscendone sconfitto per 4-2 ai rigori dopo aver chiuso i tempi regolamentari e i supplementari a reti bianche. 
Il girone d'andata viene chiuso al secondo posto, dietro la Ternana, con 38 punti frutto di 11 vittorie, 5 pareggi e 2 sconfitte.
Il 9 febbraio 2021, dopo aver collezionato appena un punto in tre partite, vengono esonerati il tecnico Gaetano Auteri e il direttore sportivo Giancarlo Romairone. Successivamente viene nominato nuovo tecnico Massimo Carrera (già calciatore biancorosso tra il 1986 e il 1991), coadiuvato dal vice Gianluca Colonnello e dal preparatore atletico Giorgio D'Urbano. Dopo un buon inizio con dieci punti in quattro giornate, l'avvicendamento di Carrera non porta i risultati sperati e anch'esso viene esonerato il 19 aprile seguente con un bilancio di 5 vittorie, 3 pareggi e 4 sconfitte che hanno fatto scivolare la squadra biancorossa al quarto posto. Il giorno successivo vengono richiamati Gaetano Auteri e il suo vice Loreno Cassia. Il Bari chiude la regular season al quarto posto in classifica qualificandosi per il secondo turno dei play-off dove ha affrontato e battuto al San Nicola il Foggia, con il punteggio di 3-1, staccando così il pass per il primo turno della fase nazionale dei play-off dove ha affrontato la Feralpisalò, subendo però una brusca eliminazione contro i gardesani (1-0 a Salò, 0-0 a Bari).

## Divise e sponsor
Per la stagione 2020-2021 lo sponsor tecnico è Robe di Kappa, mentre gli sponsor ufficiali sono Sorgesana, Peroni, Banca Popolare di Puglia e Basilicata e Granoro.
| 1ª divisa | 2ª divisa | 3ª divisa |

## Organigramma societario
Di seguito sono riportati i membri dello staff del Bari.
Area direttiva
- Amministratore unico: Luigi De Laurentiis
- Segretario generale: Antonello Ippedico
- Segretario: Davide Teti

Area comunicazione e marketing
- Area Comunicazione: Valeria Belviso, Leonar Pinto
- Area Comunicazione e Multimedia: Domenico Bari
- Sicurezza e Stadio: Vito Fanelli
- Ticketing: Francesco Laforgia
- Marketing: Cube Comunicazione Srl
- SLO: Vittorio Guglielmi

Area sportiva
- Direttore sportivo: Giancarlo Romairone (fino al 9 febbraio 2021), poi carica vacante
- Team manager: Gianni Picaro

Area tecnica
- Allenatore: Gaetano Auteri (fino al 9 febbraio 2021 e dal 19 aprile 2021), poi Massimo Carrera (fino al 19 aprile 2021)
- Allenatore in seconda: Loreno Cassia (fino al 28 dicembre 2020 e dal 19 aprile 2021), poi Luca Cacioli (fino al 9 febbraio 2021), poi Gianluca Colonnello (fino al 19 aprile 2021)
- Collaboratori tecnici: Enrico Bortolas e Luca Cacioli
- Responsabile preparatore atletico: Giorgio D'Urbano (fino al 19 aprile 2021)
- Preparatore atletico: Luca Lancioni
- Preparatori portieri: Roberto Maurantonio, Sebastiano D'Aprile (fino al 9 febbraio 2021 e dal 19 aprile 2021)
- Magazzinieri: Pasquale Lorusso, Vito Bux

Area sanitaria
- Medici: Giovanni Battista Ippolito, Emanuele Caputo e Vito Ungaro
- Fisioterapisti: Gianluca Cosentino, Alessandro Schena e Francesco Sorgente.

## Rosa
| N. |                   | Ruolo | Calciatore                   |
| -- | ----------------- | ----- | ---------------------------- |
| 1  | Italia (bandiera) | P     | Pierluigi Frattali           |
| 3  | Italia (bandiera) | D     | Marco Perrotta               |
| 4  | Italia (bandiera) | C     | Mattia Maita                 |
| 5  | Italia (bandiera) | C     | Raffaele Bianco              |
| 6  | Italia (bandiera) | D     | Valerio Di Cesare (capitano) |
| 7  | Italia (bandiera) | A     | Mirco Antenucci              |
| 8  | Italia (bandiera) | A     | Pietro Cianci                |
| 8  | Italia (bandiera) | C     | Zaccaria Hamlili             |
| 9  | Italia (bandiera) | D     | Gabriele Rolando             |
| 9  | Italia (bandiera) | A     | Simone Simeri                |
| 10 | Italia (bandiera) | A     | Manuel Marras                |
| 11 | Italia (bandiera) | A     | Eugenio D'Ursi               |
| 12 | Italia (bandiera) | P     | Luca Liso                    |
| 13 | Italia (bandiera) | D     | Matteo Ciofani               |
| 14 | Italia (bandiera) | D     | Giuseppe Esposito            |
| 15 | Italia (bandiera) | D     | Daniele Sarzi Puttini        |
| 15 | Italia (bandiera) | D     | Tommaso D'Orazio             |

| N. |                    | Ruolo | Calciatore           |
| -- | ------------------ | ----- | -------------------- |
| 16 | Italia (bandiera)  | D     | Francesco Corsinelli |
| 17 | Italia (bandiera)  | D     | Alessio Sabbione     |
| 18 | Italia (bandiera)  | A     | Leonardo Candellone  |
| 19 | Italia (bandiera)  | C     | Carlo De Risio       |
| 20 | Italia (bandiera)  | A     | Nicola Citro         |
| 21 | Italia (bandiera)  | D     | Daniele Celiento     |
| 22 | Italia (bandiera)  | P     | Davide Marfella      |
| 23 | Italia (bandiera)  | D     | Alessandro Minelli   |
| 25 | Italia (bandiera)  | C     | Lorenzo Lollo        |
| 27 | Italia (bandiera)  | D     | Cristian Andreoni    |
| 29 | Italia (bandiera)  | D     | Daniel Semenzato     |
| 29 | Italia (bandiera)  | C     | Manuel Scavone       |
| 30 | Italia (bandiera)  | A     | Giovanni Mercurio    |
| 32 | Italia (bandiera)  | A     | Adriano Montalto     |
| 33 | Italia (bandiera)  | P     | Gianmarco Fiory      |
| 35 | Senegal (bandiera) | D     | Balla Moussa Mané    |

## Calciomercato

### Sessione estiva(dall'1/9 al 5/10)
| Acquisti | Acquisti            | Acquisti     | Acquisti      |
| R.       | Nome                | da           | Modalità      |
| -------- | ------------------- | ------------ | ------------- |
| D        | Cristian Andreoni   | Ascoli       | definitivo    |
| D        | Alessandro Minelli  | Juventus U23 | prestito      |
| D        | Tommaso D'Orazio    | -            | svincolato    |
| D        | Daniele Celiento    | Catanzaro    | definitivo    |
| D        | Daniel Semenzato    | Pordenone    | definitivo    |
| D        | Giuseppe Esposito   | Fermana      | fine prestito |
| C        | Carlo De Risio      | Catanzaro    | definitivo    |
| C        | Lorenzo Lollo       | Venezia      | definitivo    |
| C        | Tomasz Kupisz       | Trapani      | fine prestito |
| A        | Samuele Neglia      | Fermana      | fine prestito |
| A        | Manuel Marras       | -            | svincolato    |
| A        | Leonardo Candellone | Napoli       | prestito      |
| A        | Adriano Montalto    | Cremonese    | definitivo    |
| A        | Nicola Citro        | Frosinone    | definitivo    |

| Cessioni | Cessioni           | Cessioni       | Cessioni      |
| R.       | Nome               | a              | Modalità      |
| -------- | ------------------ | -------------- | ------------- |
| D        | Francesco Bolzoni  | Lecco          | prestito      |
| D        | Filippo Costa      | Virtus Entella | prestito      |
| C        | Cosimo Nannini     | Lecco          | prestito      |
| C        | Filippo Berra      | Pordenone      | prestito      |
| C        | Manuel Scavone     | Pordenone      | prestito      |
| C        | Karim Laribi       | Verona         | fine prestito |
| C        | Pierluigi Pinto    | Fiorentina     | fine prestito |
| C        | Tomasz Kupisz      | Salernitana    | prestito      |
| C        | Michael Folorunsho | Reggina        | prestito      |
| C        | Andrea Schiavone   | Salernitana    | prestito      |
| A        | Rocco Costantino   | Triestina      | fine prestito |
| A        | Giovanni Terrani   | Como           | prestito      |
| A        | Samuele Neglia     | Fermana        | prestito      |

### Operazioni tra le due sessioni
| Acquisti | Acquisti        | Acquisti | Acquisti   |
| R.       | Nome            | da       | Modalità   |
| -------- | --------------- | -------- | ---------- |
| P        | Gianmarco Fiory | -        | svincolato |

### Sessione invernale(dal 4/1 all'1/2)
| Acquisti | Acquisti              | Acquisti    | Acquisti   |
| R.       | Nome                  | da          | Modalità   |
| -------- | --------------------- | ----------- | ---------- |
| D        | Daniele Sarzi Puttini | Ascoli      | prestito   |
| D        | Gabriele Rolando      | Reggina     | prestito   |
| A        | Niccolò Romero        | Juve Stabia | definitivo |
| A        | Pietro Cianci         | Teramo      | prestito   |

| Cessioni | Cessioni             | Cessioni                | Cessioni   |
| R.       | Nome                 | a                       | Modalità   |
| -------- | -------------------- | ----------------------- | ---------- |
| P        | Luca Liso            | Union S. Giorgio Sedico | prestito   |
| D        | Tommaso D'Orazio     | Ascoli                  | prestito   |
| D        | Giuseppe Esposito    | Juve Stabia             | definitivo |
| C        | Francesco Corsinelli | Novara                  | prestito   |
| C        | Giuseppe Polichetti  | Messina                 | prestito   |
| C        | Zaccaria Hamlili     | Gubbio                  | prestito   |
| A        | Simone Simeri        | Ascoli                  | prestito   |
| A        | Adriano Montalto     | Reggina                 | definitivo |
| A        | Niccolò Romero       | Potenza                 | prestito   |

## Risultati

### Serie C

#### Girone di andata
| Arbitro: | Miele (Nola) |

|                      |           |                                      |
| Perez 35’ Franco 45’ | Marcatori | 6’ Antenucci 18’ D'Orazio 30’ D'Ursi |

| Arbitro: | Bitonti (Bologna) |

|              |           |            |
| Celiento 63’ | Marcatori | 2’ Bombagi |

| Arbitro: | Colombo (Como) |

|                        |           |                                 |
| De Paoli 60’ Forte 87’ | Marcatori | 24’, 90’ Celiento 81’ Antenucci |

| Arbitro: | Vigile (Cosenza) |

|  |           |                                       |
|  | Marcatori | 5’ Antenucci 39’ Di Cesare 45’ D'Ursi |

| 18 ottobre 2020 5ª giornata |  | – (Turno di riposo) |  |  |

| Monopoli 21 ottobre 2020, ore 20:45 CEST 6ª giornata | Monopoli           | 0 – 0 referto | Bari | Stadio Vito Simone Veneziani (500 spett.)\| Arbitro: \| Feliciani (Teramo) \| |
| Arbitro:                                             | Feliciani (Teramo) |               |      |                                                                               |

| Arbitro: | D'Ascanio (Ancona) |

|                                                         |           |                    |
| Di Cesare 40’ Claiton 50’ (aut.) Montalto 64’ Citro 84’ | Marcatori | 10’ (aut.) Ciofani |

| Arbitro: | Marcenaro (Genova) |

|                   |           |  |
| Curcio 41’ (rig.) | Marcatori |  |

| Arbitro: | Angelucci (Foligno) |

|                            |           |  |
| Montalto 21’ Antenucci 41’ | Marcatori |  |

| Arbitro: | Marini (Trieste) |

|                   |           |                                        |
| Cianci 61’ (rig.) | Marcatori | 43’, 48’ Marras 53’ Ciofani 72’ Simeri |

| Arbitro: | Miele (Nola) |

|             |           |                               |
| Ciofani 42’ | Marcatori | 21’, 47’ Partipilo 89’ Furlan |

| Arbitro: | Di Graci (Como) |

|  |           |                            |
|  | Marcatori | 45’ Antenucci 88’ Montalto |

| Arbitro: | Zufferli (Udine) |

|               |           |  |
| Antenucci 57’ | Marcatori |  |

| Arbitro: | Rutella (Enna) |

|  |           |              |
|  | Marcatori | 33’ Montalto |

| Bari 13 dicembre 2020, ore 17:30 CET 15ª giornata | Bari           | 0 – 0 referto | Vibonese | Stadio San Nicola (0 spett.)\| Arbitro: \| Saia (Palermo) \| |
| Arbitro:                                          | Saia (Palermo) |               |          |                                                              |

| Arbitro: | Ricci (Firenze) |

|                                                   |           |                   |
| Marras 14’ Celiento 16’ Antenucci 26’ (rig.), 41’ | Marcatori | 90+3’ Bernardotto |

| Arbitro: | Feliciani (Teramo) |

|           |           |            |
| Lucca 88’ | Marcatori | 45’ D'Ursi |

| Arbitro: | Longo (Paola) |

|            |           |              |
| D'Ursi 39’ | Marcatori | 29’ Giannone |

| Arbitro: | Tremolada (Monza) |

|  |           |               |
|  | Marcatori | 86’ Antenucci |

#### Girone di ritorno
| Arbitro: | Maranesi (Ciampino) |

|                                           |           |               |
| Antenucci 33’, 67’ Marras 39’ (rig.), 53’ | Marcatori | 36’ Castorani |

| Arbitro: | Gualtieri (Asti) |

|                  |           |               |
| Bombagi 74’, 80’ | Marcatori | 24’ Antenucci |

| Arbitro: | Delrio (Reggio Emilia) |

|            |           |           |
| D'Ursi 72’ | Marcatori | 44’ Bubas |

| Arbitro: | Di Cairano (Ariano Irpino) |

|  |           |            |
|  | Marcatori | 83’ Murilo |

| 14 febbraio 2021 24ª giornata |  | – (Turno di riposo) |  |  |

| Arbitro: | Colombo (Como) |

|            |           |  |
| Cianci 83’ | Marcatori |  |

| Arbitro: | Miele (Nola) |

|           |           |            |
| Sarao 64’ | Marcatori | 35’ Cianci |

| Arbitro: | Feliciani (Teramo) |

|            |           |  |
| Cianci 60’ | Marcatori |  |

| Arbitro: | Perenzoni (Rovereto) |

|  |           |                 |
|  | Marcatori | 44’, 47’ Marras |

| Arbitro: | Di Graci (Como) |

|  |           |                        |
|  | Marcatori | 11’ (rig.), 34’ Baclet |

| Arbitro: | Zufferli (Udine) |

|                          |           |          |
| Kontek 82’ Defendi 90+5’ | Marcatori | 2’ Maita |

| Arbitro: | Bordin (Bassano del Grappa) |

|            |           |             |
| D'Ursi 25’ | Marcatori | 46’ Carillo |

| Arbitro: | Marcenaro (Genova) |

|                                    |           |  |
| Di Massimo 51’ Evacuo 90+2’ (rig.) | Marcatori |  |

| Arbitro: | Caldera (Como) |

|                       |           |  |
| Bianco 20’ D'Ursi 59’ | Marcatori |  |

| Arbitro: | Ricci (Firenze) |

|  |           |                      |
|  | Marcatori | 34’ (rig.) Antenucci |

| Arbitro: | D'Ascanio (Ancona) |

|           |           |  |
| Fella 83’ | Marcatori |  |

| Arbitro: | Cosso (Reggio Calabria) |

|                           |           |                                 |
| Mercurio 75’ Perrotta 90’ | Marcatori | 31’ (rig.) Floriano 55’ Santana |

| Arbitro: | Vigile (Cosenza) |

|                                     |           |  |
| D'Ignazio 20’ Loreto 51’ Alma 90+2’ | Marcatori |  |

| Arbitro: | Monaldi (Macerata) |

|                          |           |          |
| D'Ursi 43’ Antenucci 83’ | Marcatori | 5’ Rocco |

### Play-off

#### Turni preliminari
| Arbitro: | Zufferli (Udine) |

|                            |           |              |
| Marras 25’ D'Ursi 39’, 56’ | Marcatori | 52’ Di Jenno |

#### Fase nazionale
| Arbitro: | Marini (Trieste) |

|           |           |  |
| Tulli 56’ | Marcatori |  |

| Bari 26 maggio 2021, ore 17:30 CEST Primo turno - Ritorno | Bari                | 0 – 0 referto | Feralpisalò | Stadio San Nicola (0 spett.)\| Arbitro: \| Maranesi (Ciampino) \| |
| Arbitro:                                                  | Maranesi (Ciampino) |               |             |                                                                   |

### Coppa Italia

#### Turni eliminatori
| Arbitro: | Massimi (Termoli) |

|                                                    |           |  |
| D'Ursi 15’ Marras 23’ Antenucci 36’ Candellone 75’ | Marcatori |  |

| Arbitro: | Sozza (Seregno) |

|                                             |                      |                                     |
| Esposito Janković Floccari Esposito Tomović | Tiri di rigore 4 – 2 | Antenucci Marras Candellone Minelli |

## Statistiche

### Statistiche di squadra
| Competizione | Punti | In casa | In casa | In casa | In casa | In casa | In casa | In trasferta | In trasferta | In trasferta | In trasferta | In trasferta | In trasferta | Totale | Totale | Totale | Totale | Totale | Totale | DR  |
| Competizione | Punti | G       | V       | N       | P       | Gf      | Gs      | G            | V            | N            | P            | Gf           | Gs           | G      | V      | N      | P      | Gf     | Gs     | DR  |
| ------------ | ----- | ------- | ------- | ------- | ------- | ------- | ------- | ------------ | ------------ | ------------ | ------------ | ------------ | ------------ | ------ | ------ | ------ | ------ | ------ | ------ | --- |
| Serie C      | 63    | 18+2    | 9+1     | 6+1     | 3       | 28+3    | 16+1    | 18+1         | 9            | 3            | 6+1          | 24           | 18+1         | 36+3   | 18+1   | 9+1    | 9+1    | 52+3   | 34+2   | +19 |
| Coppa Italia | -     | 1       | 1       | 0       | 0       | 4       | 0       | 1            | 0            | 1            | 0            | 0            | 0            | 2      | 1      | 1      | 0      | 4      | 0      | +4  |
| Totale       | 63    | 19+2    | 10+1    | 6+1     | 3       | 32+3    | 16+1    | 19+1         | 9            | 4            | 6+1          | 24           | 18+1         | 38+3   | 19+1   | 10+1   | 9+1    | 56+3   | 34+2   | +23 |

### Andamento in campionato
| Giornata  | 1 | 2 | 3 | 4 | 5 | 6 | 7 | 8 | 9 | 10 | 11 | 12 | 13 | 14 | 15 | 16 | 17 | 18 | 19 | 20 | 21 | 22 | 23 | 24 | 25 | 26 | 27 | 28 | 29 | 30 | 31 | 32 | 33 | 34 | 35 | 36 | 37 | 38 |
| --------- | - | - | - | - | - | - | - | - | - | -- | -- | -- | -- | -- | -- | -- | -- | -- | -- | -- | -- | -- | -- | -- | -- | -- | -- | -- | -- | -- | -- | -- | -- | -- | -- | -- | -- | -- |
| Luogo     | T | C | T | T | R | T | C | T | C | T  | C  | T  | C  | T  | C  | C  | T  | C  | T  | C  | T  | C  | C  | R  | C  | T  | C  | T  | C  | T  | C  | T  | C  | T  | T  | C  | T  | C  |
| Risultato | V | N | V | V | - | N | V | P | V | V  | P  | V  | V  | V  | N  | V  | N  | N  | V  | V  | P  | N  | P  | -  | V  | N  | V  | V  | P  | P  | N  | P  | V  | V  | P  | N  | P  | V  |
| Posizione | 1 | 1 | 1 | 1 | 1 | 3 | 2 | 4 | 2 | 2  | 3  | 2  | 2  | 2  | 2  | 2  | 2  | 2  | 2  | 2  | 2  | 2  | 2  | 3  | 3  | 3  | 3  | 3  | 3  | 3  | 3  | 4  | 3  | 3  | 3  | 4  | 4  | 4  |

Fonte:  Classifica Serie C - Girone C, su lega-pro.com.
Legenda:

Luogo: C = Casa; T = Trasferta. Risultato: V = Vittoria; N = Pareggio; P = Sconfitta.

### Statistiche dei giocatori
| Giocatore        | Serie C  | Serie C | Serie C     | Serie C    | Coppa Italia | Coppa Italia | Coppa Italia | Coppa Italia | Totale   | Totale | Totale      | Totale     |
| Giocatore        | Presenze | Reti    | Ammonizioni | Espulsioni | Presenze     | Reti         | Ammonizioni  | Espulsioni   | Presenze | Reti   | Ammonizioni | Espulsioni |
| ---------------- | -------- | ------- | ----------- | ---------- | ------------ | ------------ | ------------ | ------------ | -------- | ------ | ----------- | ---------- |
| M. Antenucci     | 31+3     | 14      | 1           | 0          | 2            | 1            | 0            | 0            | 36       | 15     | 1           | 0          |
| C. Andreoni      | 4+3      | 0       | 0+1         | 0          | 1            | 0            | 0            | 0            | 8        | 0      | 1           | 0          |
| R. Bianco        | 28+3     | 1       | 7           | 1          | 2            | 0            | 0            | 0            | 33       | 1      | 7           | 1          |
| L. Candellone    | 26       | 0       | 2           | 0          | 2            | 1            | 0            | 0            | 28       | 1      | 2           | 0          |
| D. Celiento      | 18+1     | 4       | 4+1         | 0          | 2            | 0            | 0            | 0            | 21       | 4      | 5           | 0          |
| P. Cianci        | 13+2     | 3       | 3           | 0          | 0            | 0            | 0            | 0            | 15       | 3      | 3           | 0          |
| M. Ciofani       | 26+3     | 2       | 7+1         | 0          | 2            | 0            | 0            | 0            | 31       | 2      | 8           | 0          |
| F. Corsinelli    | 4        | 0       | 0           | 0          | 2            | 0            | 0            | 0            | 6        | 0      | 0           | 0          |
| N. Citro         | 15       | 1       | 0           | 0          | 0            | 0            | 0            | 0            | 15       | 1      | 0           | 0          |
| T. D'Orazio      | 15       | 1       | 3           | 0          | 1            | 0            | 0            | 0            | 16       | 1      | 3           | 0          |
| E. D'Ursi        | 33+3     | 8+2     | 3           | 0          | 2            | 1            | 0            | 0            | 38       | 11     | 3           | 0          |
| C. De Risio      | 29+3     | 0       | 11+1        | 0          | 1            | 0            | 1            | 0            | 33       | 0      | 13          | 0          |
| V. Di Cesare     | 27+3     | 2       | 10          | 0          | 0            | 0            | 0            | 0            | 30       | 2      | 10          | 0          |
| G. Esposito      | 0        | 0       | 0           | 0          | 0            | 0            | 0            | 0            | 0        | 0      | 0           | 0          |
| G. Fiory         | 0        | -0      | 0           | 0          | 0            | -0           | 0            | 0            | 0        | -0     | 0           | 0          |
| P. Frattali      | 35+3     | -33+-2  | 2           | 0          | 1            | -0           | 0            | 0            | 39       | -35    | 2           | 0          |
| Z. Hamlili       | 2        | 0       | 0           | 0          | 0            | 0            | 0            | 0            | 2        | 0      | 0           | 0          |
| L. Liso          | 0        | -0      | 0           | 0          | 0            | -0           | 0            | 0            | 0        | -0     | 0           | 0          |
| L. Lollo         | 29+2     | 0       | 8           | 0          | 0            | 0            | 0            | 0            | 31       | 0      | 8           | 0          |
| M. Maita         | 29+3     | 1       | 7           | 1          | 2            | 0            | 0            | 0            | 34       | 1      | 7           | 1          |
| M. Mané          | 1        | 0       | 0           | 0          | 0            | 0            | 0            | 0            | 1        | 0      | 0           | 0          |
| D. Marfella      | 1        | -1      | 1           | 0          | 1            | -0           | 0            | 0            | 2        | -1     | 1           | 0          |
| M. Marras        | 32+3     | 7+1     | 8+1         | 1          | 2            | 1            | 0            | 0            | 37       | 9      | 9           | 1          |
| G. Mercurio      | 5+1      | 1       | 0           | 0          | 0            | 0            | 0            | 0            | 6        | 1      | 0           | 0          |
| A. Minelli       | 17       | 0       | 1           | 0          | 2            | 0            | 0            | 0            | 19       | 0      | 1           | 0          |
| A. Montalto      | 12       | 4       | 0           | 1          | 0            | 0            | 0            | 0            | 12       | 4      | 0           | 1          |
| M. Perrotta      | 20+1     | 1       | 4           | 1          | 2            | 0            | 1            | 0            | 23       | 1      | 5           | 1          |
| G. Rolando       | 15+2     | 0       | 2+1         | 0          | 0            | 0            | 0            | 0            | 17       | 0      | 3           | 0          |
| A. Sabbione      | 25+2     | 0       | 9           | 2          | 2            | 0            | 0            | 0            | 29       | 0      | 9           | 2          |
| D. Sarzi Puttini | 11+3     | 0       | 4           | 0          | 0            | 0            | 0            | 0            | 14       | 0      | 4           | 0          |
| M. Scavone       | 0        | 0       | 0           | 0          | 1            | 0            | 0            | 0            | 1        | 0      | 0           | 0          |
| D. Semenzato     | 30+3     | 0       | 5+1         | 1          | 1            | 0            | 0            | 0            | 34       | 0      | 6           | 1          |
| S. Simeri        | 6        | 1       | 0           | 0          | 1            | 0            | 0            | 0            | 7        | 1      | 0           | 0          |